# Krystal Bodie
Krystal Bodie (ur. 3 stycznia 1990 w Nassau) – bahamska lekkoatletka, płotkarka.

## Osiągnięcia
- srebrny medal mistrzostw Ameryki Środkowej i Karaibów juniorów (bieg na 300 m przez płotki, Port of Spain 2006)[1]
- brąz podczas Carifta Games (bieg na 100 m, Providenciales 2007)[2]
- 2 medale Carifta Games (Basseterre 2008, brąz na 100 metrów przez płotki & złoto w sztafecie 4 x 100 metrów)[3]
- 7. miejsce podczas mistrzostw świata juniorów (bieg na 100 m przez płotki, Bydgoszcz 2008), na tych zawodach Bodie była także 4. w sztafecie 4 x 100 metrów
- srebro młodzieżowych mistrzostw NACAC (sztafeta 4 x 100 metrów, Irapuato 2012)
- wielokrotna medalistka mistrzostw kraju

## Rekordy życiowe
- bieg na 100 m przez płotki – 13,36 (2015)
- bieg na 60 m przez płotki (hala) – 8,30 (2010) były rekord Bahamów
- bieg na 100 m – 11,63 (2007)